# Газахский район
Газа́хский райо́н (в современных русскоязычных источниках также встречается вариант наименования Казахский район; азерб.  Qazax rayonu) — район на северо-западе Азербайджана.

## История

### Период Российской империи
В 1480-е годы на южных границах Грузии — по рекам Акстафе, Дебеду и другим (области Казах, Памбак и Шурагель) поселились тюркские племена.
Позднее было образовано Казахское султанство, которое вошло в состав Российской империи вместе с Картлийско-Кахетинским царством, присоединённым по манифесту Александра I от 12 сентября 1801 года. Борчалинское, Казахское и Шамшадильское султанства стали татарскими дистанциями в составе Грузинской губернии.
На основании закона об административной реформе, утверждённого императором Николаем I 10 апреля 1840 года под названием «Учреждение для управления Закавказским краем», бывшая Казахская дистанция, переименованная в Казахский участок в составе Елизаветпольского уезда, вошла в Грузино-Имеретинскую губернию.
Указом от 14 декабря 1846 года Казахский участок в составе Елизаветпольского уезда вошёл во вновь образованную Тифлисскую губернию.
Указом от 9 декабря 1867 года «О преобразовании управления Кавказского и Закавказского края» была создана Елизаветпольская губерния в состав которой вошёл Казахский уезд, образованный взамен упразднённого Казахского участка.
Территория Казахского уезда составила 5 908,24 м², население — 130 тысяч человек.
На 1913 год в Казахском уезде имелись 232 промышленные собственности, магазин сладостей, 33 водные мельницы, 15 заводов красного кирпича, 1 завод дерева-бревна, 1 кожный завод, более 17 винных и коньячных заводов, 1 хлопковый и 1 цементный завод.

### Период Азербайджанской ССР
В 1929 году Казахский уезд был упразднён. 8 августа 1930 года создан Казахский район. 24 января 1939 года часть района была передана в состав вновь образованного Акстафинского района. 4 декабря 1959 года Акстафинский район был присоединён к Казахскому району.

### Современный период
В 2024 году проведена делимитация границы на территории 12,7 км. В результате сёла Баганыс Айрым, Ашагы Аскипара, Хейрымлы и Гызылгаджилы возвращены Азербайджану.
На освобождённых после Карабахского конфликта территориях с апреля 2024 по май 2025 года от мин и взрывоопасных боеприпасов очищено 141,8 гектар. Обезврежены 1 104 мины и неразорвавшихся боеприпасов, в том числе 48 неразорвавшихся боеприпасов, 961 противопехотная мина и 95 противотанковых мин.

## География
Район расположен в западной части Азербайджана, в восточной части широкой Гянджа-Газахской равнины, протянувшейся от горных склонов Малого Кавказа до берега Куры.
Район граничит с Грузией на северо-западе, Арменией на юге и юго-западе. Бывшие анклавы Азербайджанской ССР на территории Армянской ССР Бархударлы, Верхняя Аскипара и Софулу фактически контролируются Арменией.
Рельеф сложный. Протекают реки Агстафачай, Джогазчай, Инджасу. Высота над уровнем моря у берега Куры — 100 метров, на западе постепенно достигает 1000 метров. Самая высокая точка — гора Одундаг (1316 м).
Климат умеренно-континентальный, сухой. Характеризуется умеренной зимой и жарким летом.
Почвы бурые, светло-бурые, каштановые. Основная растительность — кустарниковые растения, овсяница, ковыль, вейник, овсец и другие злаки.
На склонах гор и впадинах растут леса, состоящие в основном из дуба, клёна и бука.

## Население
| Год      | 2015 | 2020 | 2021 | 2022 | 2023 |
| -------- | ---- | ---- | ---- | ---- | ---- |
| тыс. чел | 94,7 | 95   | 95,3 | 95,8 | 96,2 |

На 1 января 2024 года население района составляло 96 206 человек. Из них мужчин — 47 318 чел. (49,2 %), женщин — 48 888 чел. (50,8 %). Городское население — 20 864 чел. (21,69 %), сельское — 75 342 чел. (78,31 %). Плотность — 137 человек на 1 км2.

## Административное устройство
В районе находится 1 город и 21 деревня. Газахский городской муниципалитет охватывает город Газах и жилой пункт Н. Нариманов.
Сельские муниципалитеты:
1. Ханлыгларский сельский муниципалитет
2. Агкейнекский сельский муниципалитет
3. Гарапапагский сельский муниципалитет
4. Даш Салахлинский сельский муниципалитет
5. Чайлинский сельский муниципалитет
6. Коммунский сельский муниципалитет
7. Уркмезлинский сельский муниципалитет
8. Ашагы Салахлинский сельский муниципалитет
9. Юхары Салахлинский сельский муниципалитет
10. Демирчилерский сельский муниципалитет
11. Алпоутский сельский муниципалитет
12. Гусенбейлинский сельский муниципалитет
13. Джаналлинский сельский муниципалитет
14. Косаларский сельский муниципалитет
15. Газахбейлинский сельский муниципалитет
16. Орта Салахлинский сельский муниципалитет
17. Асланбейлинский сельский муниципалитет
18. Гаймаглинский сельский муниципалитет
19. Кемерлинский сельский муниципалитет
20. Биринджи Шихлинский сельский муниципалитет
21. Икинджи Шихлинский сельский муниципалитет.

Населённые пункты

## Экономика
На 2023 год действовало 703 юридических лица, 16 702 индивидуальных предпринимателей. Действует 37 предприятий.

### Сельское хозяйство
| Год            | 2015  | 2020    | 2021     | 2022     | 2023    |
| -------------- | ----- | ------- | -------- | -------- | ------- |
| Зерно          | 6 335 | 8 505   | 10 917,5 | 12 015,2 | 12 337  |
| Из них пшеница | 4 130 | 4 783   | 5 601    | 4 876,6  | 5 243   |
| Картофель      | 327   | 1 051   | 1 067    | 1 270    | 1 300   |
| Подсолнух      | 38    | 49      | 49       | 44       | 50      |
| Овощи          | 489   | 642     | 674,5    | 822      | 780     |
| Бахчевые       | 30    | 31      | 35       | 37       | 43      |
| Сады           | 1 262 | 1 570,2 | 1 607,2  | 1 648,2  | 1 677,2 |

|                | 2015   | 2020     | 2021     | 2022     | 2023     |
| -------------- | ------ | -------- | -------- | -------- | -------- |
| Зерно          | 19 432 | 29 155   | 38 016,4 | 42 666,4 | 41 732,3 |
| Из них пшеница | 12 844 | 18 228,5 | 20 739,7 | 78 774,9 | 18 351   |
| Картофель      | 6 020  | 32 265,7 | 35 177   | 42 545   | 45 500   |
| Подсолнух      | 73     | 105,8    | 105,9    | 92,1     | 112,7    |
| Овощи          | 11 710 | 24 193,5 | 23 973,2 | 18 687   | 17 536,4 |
| Бахчевые       | 479    | 620      | 717,5    | 925      | 1 075    |
| Сады           | 14 284 | 16 256,6 | 16 725,9 | 17 157,8 | 17 795,8 |

| Год        | 2015  | 2020  | 2021  | 2022  | 2023  |
| ---------- | ----- | ----- | ----- | ----- | ----- |
| Количество | 2 034 | 7 038 | 7 239 | 9 443 | 9 318 |

## Здравоохранение
На 2023 год насчитывалось 218 врачей, 575 средних медицинских работника. Функционировало 2 больницы на 273 койки, 20 поликлиник.

## Образование
На 2023 год действовало 42 школы, 43 библиотеки на 476 100 книг.
| Год | 2015   | 2020   | 2021   | 2022   | 2023   |
| --- | ------ | ------ | ------ | ------ | ------ |
| чел | 11 439 | 13 504 | 13 689 | 13 618 | 13 583 |

## Инфраструктура
Действуют 4 музея, 1 парк.
| Год                  | 2015    | 2020    | 2021    | 2022    | 2023    |
| -------------------- | ------- | ------- | ------- | ------- | ------- |
| Количество (тыс. м2) | 2 125,7 | 2 312,7 | 2 334,5 | 2 352,9 | 2 370,2 |

| Год             | 2015   | 2020   | 2021   | 2022   | 2023   |
| --------------- | ------ | ------ | ------ | ------ | ------ |
| Количество (м2) | 22 597 | 21 280 | 21 760 | 18 460 | 17 280 |

## Ковроткачество
Казах известен как один из центров азербайджанской школы ковроткачества. Огромное количество ковров, сотканных в Елизаветпольской губернии в XVI — XX веках, распространены по всему миру под общим названием «Казахские ковры». До начала XX века были известны и армянские казахские ковры.
- Ковёр «Борчалы». Казахская школа. Начало XX века
- Ковёр «Салахлы». Казахская школа. Конец XIX века
- Ковёр «Борчалы». Казахская школа. Начало XX века
- Ковёр «Шыхлы». Казахская школа. XIX век
- Ковёр «Гарачоп». Казахская школа. XIX век
- Ковёр «Фахралы». Казахская школа. XIX век
- Ковёр из частной коллекции Грегори Кимбла. Казахская школа. 1900 год

## Достопримечательности
По состоянию на 1943 год в районе имелся ряд армянских церквей, и укрепленных монастырей, хачкаров, развалин бань и крепостных башен, а также остатки древних поселений.
Среди исторических архитектурных достопримечательностей района выделяются Шекер-гала XV века, группа мавзолеев в селе Пойлу XIX века, мосты Гатыр, Гызыл Хаджылы, Кязым, Сыных-керпю (XII век), круглая башня в селе Кырых Кесемен XVIII века.
- Старинные крепостные стены на территории района. Сохранилась лишь часть стен и башен, разбросанных по всему склону горы.
- Средневековая крепость на склонах горы Гейазан.
- Боковой вид Гейазанской крепости.